# Langenzersdorf
Langenzersdorf osztrák mezőváros Alsó-Ausztria Korneuburgi járásában. 2021 januárjában 8084 lakosa volt. 

## Elhelyezkedése

Langenzersdorf a Korneuburgi járásban

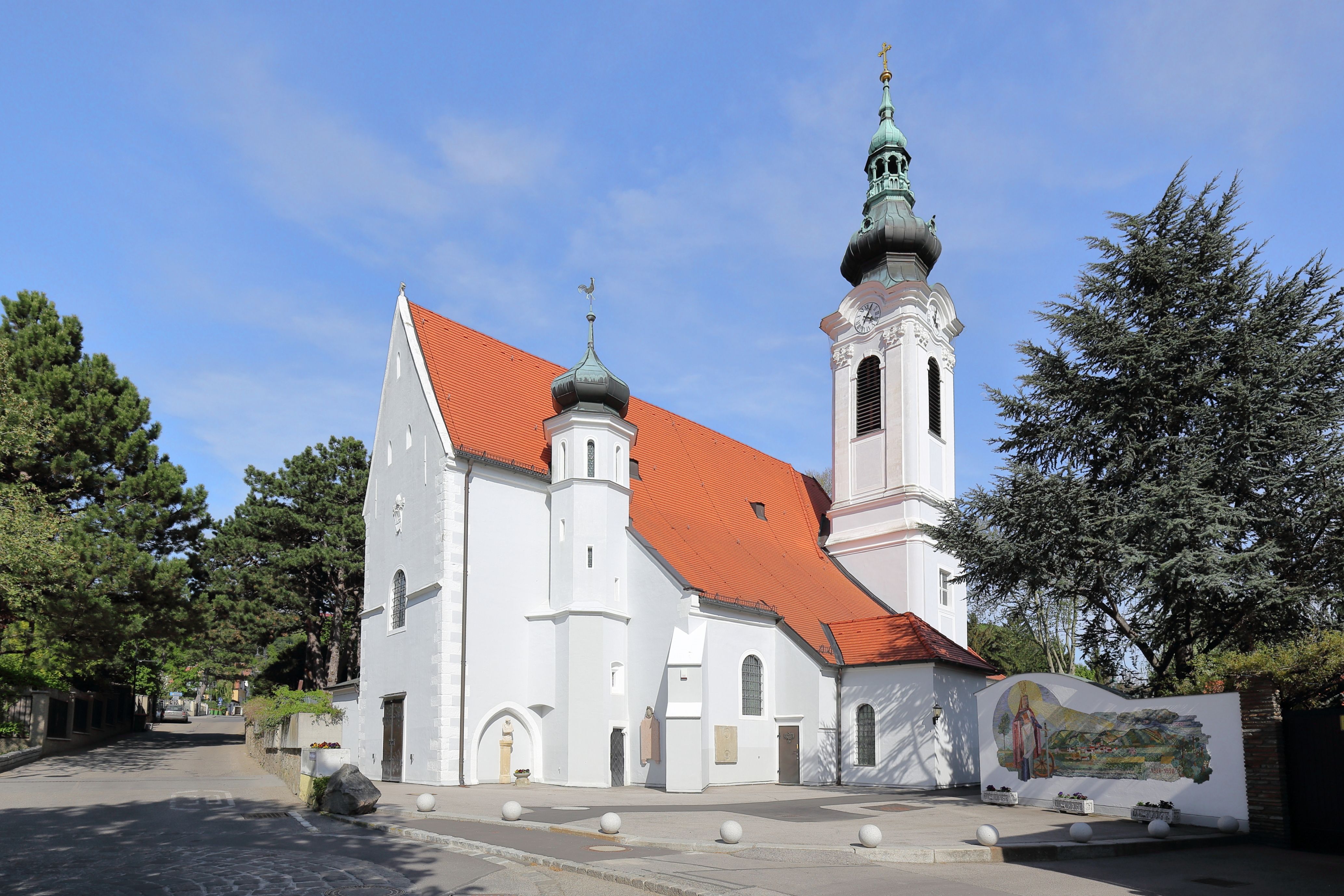
A Szt. Katalin-plébániatemplom

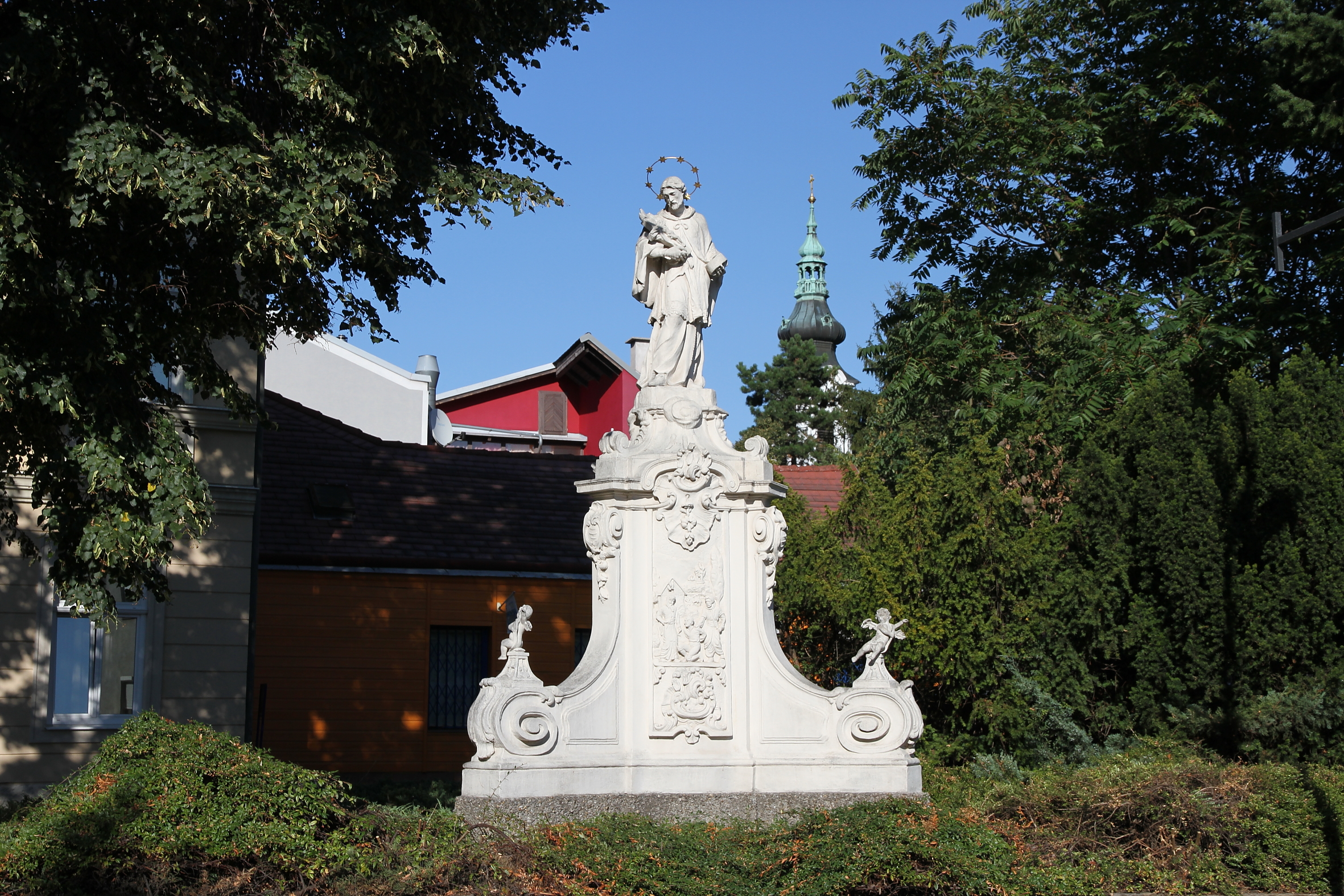
A Nepomuki Szt. János-szobor

Langenzersdorf a tartomány Weinviertel régiójában fekszik Bécstől közvetlenül északra, a Duna bal partján. Langenzensdorf magasságában fekszik a Duna-sziget északi csúcsa. Területének 14,7%-a erdő, 26,6% áll mezőgazdasági művelés alatt. Az önkormányzathoz egyetlen település és katasztrális község tartozik (ezen belüli településrészek: An den Mühlen, Dirnelwiese, Seeschlacht, Tuttendörfl és Tuttenhof). 
A környező önkormányzatok: délkeletre Bécs Floridsdorf kerülete, délre Bécs Döbling kerülete, nyugatra Klosterneuburg, északnyugatra Korneuburg, északra Bisamberg.

## Története
A mezőváros területén a régészek a neolitikus lengyeli kultúrához (különösen figyelemre méltó az ún. langenzensdorfi Vénusz), a bronzkori urnamezős kultúrához, valamint a vaskori hallstatti kultúrához köthető leletekre bukkantak. 
Langenzersdorfot 1108-ban említik először a Duna túloldalán fekvő klosterneuburgi apátság birtokaként. A 17. századtól a Bécsből északra induló út fontos postaállomása volt. A 19. század közepén kikötő létesült, valamint a Nordwestbahn megépítésével a vasúti hálózatba is bekötötték. Mindez elősegítette a gazdaság felvirágzását. 
Az 1938-as Anschlusst követően létrehozták Nagy-Bécset, és Langenzersdorfot beolvasztották a város 21. kerületébe. 1943-ban Tuttenhofban alapították meg a Vilmos Császár Növénykutató Intézetet, amely a Generalplan Ost keretében végezte kutatásait. A második világháború után az intézetet Németországba telepítették át, ahol 1945-től 1991-ig az NDK Tudományos Akadémiájának Központi Genetikai és Növénytermesztési Kutatóintézete néven működött (ma Leibniz Növénygenetikai és Növénytermesztési Kutatóintézet).
A világháború után Langenzersdorf a szovjet megszállási övezethez tartozott. 1954-ben visszanyerte önállóságát. 1960-ban mezővárosi rangra emelték.

## Lakosság
A langenzersdorfi önkormányzat területén 2021 januárjában 8084 fő élt. A lakosságszám 1961 óta erőteljesen gyarapodó tendenciát mutat, közel kétszeresére nőtt. 2019-ben az ittlakók 90,4%-a volt osztrák állampolgár; a külföldiek közül 3,1% a régi (2004 előtti), 3,4% az új EU-tagállamokból érkezett. 1,3% az egykori Jugoszlávia (Szlovénia és Horvátország nélkül) vagy Törökország, 1,8% egyéb országok polgára volt. 2001-ben a lakosok 69,7%-a római katolikusnak, 5,2% evangélikusnak, 1,5% ortodoxnak, 18,7% pedig felekezeten kívülinek vallotta magát. Ugyanekkor 45 magyar élt a mezővárosban; a legnagyobb nemzetiségi csoportot a németek (93,6%) mellett a szerbek alkották 1,3%-kal. 
A népesség változása:

| 2016 | 8 082 |
| 2018 | 8 137 |

## Látnivalók
- a Szt. Katalin-plébániatemplom
- a langenzersdorfi múzeum helytörténeti és művészeti kiállításai
- az 1766-ban emelt Nepomuki Szt. János-szopor

## Fordítás
- Ez a szócikk részben vagy egészben  a   Langenzersdorf című német Wikipédia-szócikk ezen változatának fordításán alapul.  Az eredeti cikk szerkesztőit annak laptörténete sorolja fel. Ez a jelzés csupán a megfogalmazás eredetét és a szerzői jogokat jelzi, nem szolgál a cikkben szereplő információk forrásmegjelöléseként.